# Stepney
Stepney es un barrio del municipio londinense de Tower Hamlets. Se encuentra a unos 5,8 km (3,6 mi) al este de Charing Cross, Londres, Inglaterra, Reino Unido. Según el censo de 2011 contaba con una población de 16238 habitantes.